# Évolution stellaire
 (novembre 2015).

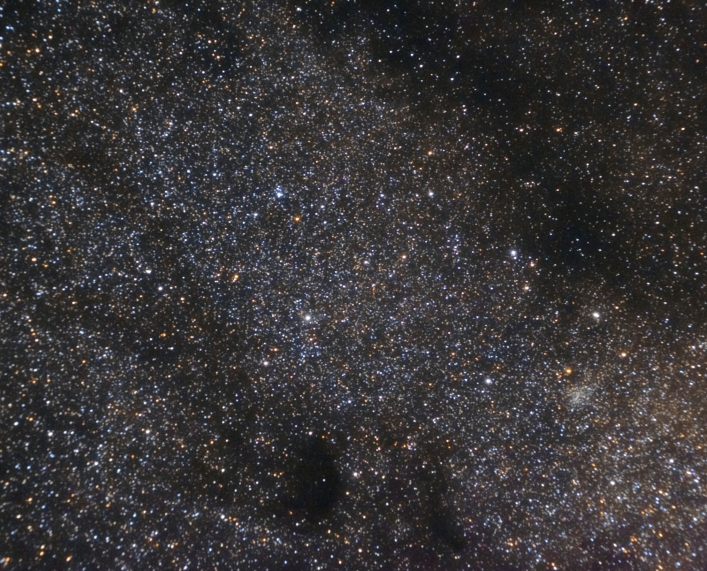
L'amas stellaire M24. Ces amas comptent un nombre considérable d'étoiles, à différents stades d'évolution.

L'évolution d'une étoile, ou évolution stellaire, est l'ensemble des phénomènes allant de la formation à la « mort » d'une étoile. Elle peut être décomposée en plusieurs phases principales dont la formation de l'étoile, son séjour sur la séquence principale et sa phase finale.
Durant sa vie, une étoile émet des particules et des rayonnements électromagnétiques (dont une partie sous forme de rayonnements visibles) grâce à l'énergie dégagée par les réactions de fusion nucléaire produites dans les zones internes de l'étoile. L'analyse spectrale de ces émissions révèle certaines caractéristiques de l'étoile, et par conséquent permet de déterminer le stade d'évolution où elle est parvenue.
La plus grande partie de l'existence de l'étoile se passe sur la séquence principale, où elle fusionne de l'hydrogène pour former de l'hélium. Une fois le cœur de l'étoile épuisé en hydrogène, elle quitte la séquence principale pour évoluer vers d'autres stades d'évolution ; le stade ultime étant un objet compact : une naine blanche (et à terme une naine noire), une étoile à neutrons ou encore un trou noir.
Le Soleil subit une évolution semblable, imperceptible à l'échelle de la vie personnelle ou même de la civilisation humaine, typique des étoiles du même type, en particulier, une durée de vie de l'ordre de 10 à 12 milliards d'années.

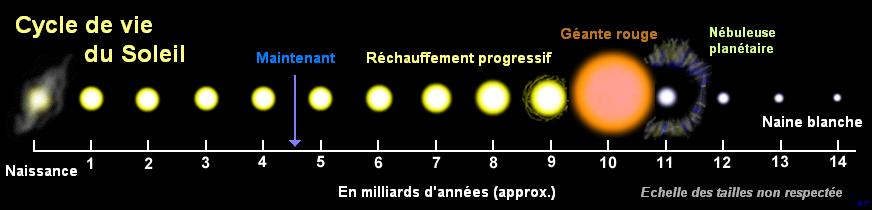
Cycle de vie du Soleil, depuis sa formation, il y a près de cinq milliards d'années jusqu'à sa transformation finale en naine blanche d'ici cinq à sept milliards d'années.

## Formation
Les étoiles se forment à partir de nuages interstellaires qui se contractent sous l'effet de la gravitation. Lorsque l'étoile en formation est suffisamment dense, la pression qui règne au cœur déclenche les premières réactions de fusion : on parle alors de proto-étoiles. Ces proto-étoiles naissent généralement dans des nuages capables de former des centaines d'étoiles en même temps (voir par exemple la nébuleuse d'Orion).
En fonction de leur masse et de leur état évolutif, les étoiles peuvent être classées en familles dans un diagramme de Hertzsprung-Russell : la séquence principale, les branches des géantes, les étoiles de Wolf-Rayet, la branche des naines blanches, etc.

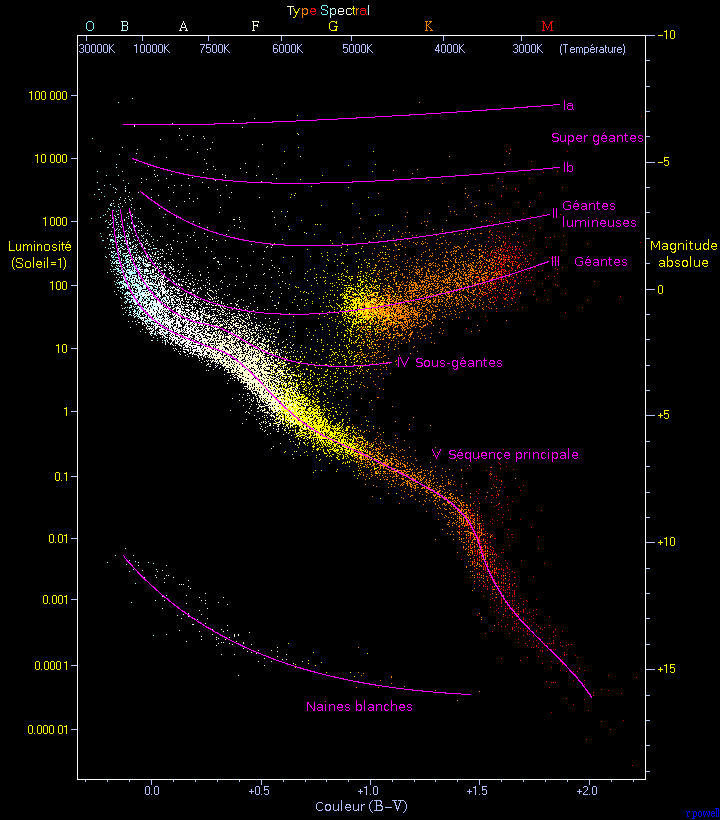
Un diagramme Hertzsprung-Russell montre la relation entre les différentes caractéristiques d'une étoile. La majeure partie de celles-ci relève de branches bien distinctes, selon leur stade d'évolution. Au fil des différentes phases, les étoiles peuvent passer d'une branche à une autre.

## La séquence principale
Durant la phase de séquence principale, l'étoile est en équilibre hydrostatique, elle subit deux forces qui s'opposent et la maintiennent en équilibre :
- d'une part les réactions thermonucléaires qui ont lieu au cœur de l'étoile, qui exercent une pression radiative qui tend à la faire augmenter de volume, ce qui entraînerait une diminution de la température de l'étoile ;
- d'autre part les forces de gravité, qui ont tendance à la faire se contracter et donc à réaugmenter la température de l'étoile.

Ces deux forces en équilibre maintiennent les réactions nucléaires au centre de l'étoile et préviennent tout emballement du cœur de l'étoile.
Lorsque le cœur de l'étoile atteint une température de l'ordre d'un million de degrés, il devient le siège de réactions thermonucléaires (fusion du deutérium, du lithium et du béryllium). Vers 7 à 8 millions de degrés, la température est assez élevée pour que les noyaux d'hydrogène du plasma, les plus communs, commencent à fusionner pour donner essentiellement de l'hélium 4He, suivant une réaction de fusion nucléaire appelée chaîne proton-proton, de rendement global égal à 64 000 GJ kg−1 (par kilogramme d'hydrogène).
Si la température dépasse 18 millions de degrés, une autre chaîne de réactions devient prédominante : le cycle carbone-azote-oxygène, ou cycle CNO, dont l'efficacité est beaucoup plus dépendante de la température que le cycle proton-proton. Dans le Soleil, 2,5 % de l'énergie est générée par ce cycle. Mais dans les étoiles plus massives, la prédominance du cycle CNO a des conséquences majeures sur leur structure.
Parce que les conditions de température et de pression qui permettent la fusion de l'hydrogène ne se rencontrent que dans le cœur des étoiles, et parce qu'il n'y a pas de convection entre ce cœur et l'enveloppe de l'étoile (pour apporter du combustible neuf au cœur), il se produit un enrichissement du cœur en produits de fusion (l'hélium), qui va tendre à rendre les réactions de fusion plus difficiles. Ces produits de fusion ne sont pas des déchets car ils serviront de combustible nucléaire ultérieurement. En fait, dans le cas du Soleil, environ 10 % de sa masse d'hydrogène seulement fusionne en hélium au cours de la séquence principale. Sachant que la luminosité du Soleil est de 3,9 × 1026 W et que sa masse est de 1,99 × 1030 kg, on peut en déduire que la durée de vie d'une étoile comme le Soleil est d'environ 10 milliards d'années sur la séquence principale. Cette durée de vie dépend toutefois fortement des réactions nucléaires qui se déroulent au sein de l'étoile : les étoiles massives, qui contiennent beaucoup plus d'hydrogène que le Soleil, ont paradoxalement une durée de vie sur la séquence principale beaucoup plus courte.
Au fur et à mesure de sa vie sur la séquence principale, le cœur de l'étoile s'enrichissant en produits de fusion, il se contracte lentement (le nombre de noyaux diminuant), sa température augmente donc ainsi que le taux de réactions nucléaires car l'emprise de la gravité augmente durant cette contraction continue. Cela conduit à une légère augmentation au cours du temps de la luminosité des étoiles durant leur séquence principale.

## Évolution finale
La masse d’une étoile est l’élément déterminant de son évolution. Plus une étoile est massive, plus elle consomme rapidement l'hydrogène qu'elle contient car la température y est plus élevée de par la compression plus forte de la gravité. Dans le cas des étoiles de quelques masses solaires, lorsque le cœur de l'étoile ne contient plus suffisamment d'hydrogène, elle devient géante rouge. À partir de ce moment-là, l'étoile est vouée à former une nébuleuse planétaire, alors que le noyau devient une naine blanche. Les étoiles les plus massives évoluent vers les branches des géantes et des supergéantes et finiront en supernovas.

### Géantes rouges
Dans la séquence principale, seul l'hydrogène contenu dans le cœur de l'étoile est consommé, ce qui correspond environ à 10 % de la masse. Lorsque la concentration en hélium atteint un certain seuil, la pression radiative diminue et l'étoile se contracte. Ce phénomène entraîne une augmentation de la température et de la pression des couches intermédiaires, qui contiennent encore de l'hydrogène, et où se déclenchent alors des réactions de fusion. La pression radiative augmente à nouveau mais, provenant des couches externes, elle s'exerce tant vers l'extérieur que sur le noyau qui se contracte et augmente encore de température. Quand la température du cœur atteint 100 × 106 K, de nouvelles réactions ont lieu dans le noyau, qui conduisent à la transmutation de l'hélium en carbone par la réaction triple alpha :
{\displaystyle 2\ ^{4}\mathrm {He} \ \to \ ^{8}\mathrm {Be} \,+\,\gamma }
{\displaystyle ^{4}\mathrm {He} \,+\,^{8}\mathrm {Be} \ \to \ ^{12}\mathrm {C} \,+\,\gamma }
La géante rouge s'anime d'un nouvel équilibre hydrostatique. Les couches externes de l'étoile se dilatent ce qui a pour conséquence de diminuer la température de la chromosphère de 5 500 à 3 700 K. L'étoile gonfle et prend une teinte rouge, d'où le terme de géante rouge. Le diamètre de l'étoile étant supérieur à celui de l'étoile d'origine et pour une masse inférieure, la gravité superficielle de la géante rouge est plus faible ce qui entraîne des pertes considérables de matière qui peuvent atteindre 10−5 Mo an−1, où Mo est la masse du Soleil.

### Nébuleuses planétaires

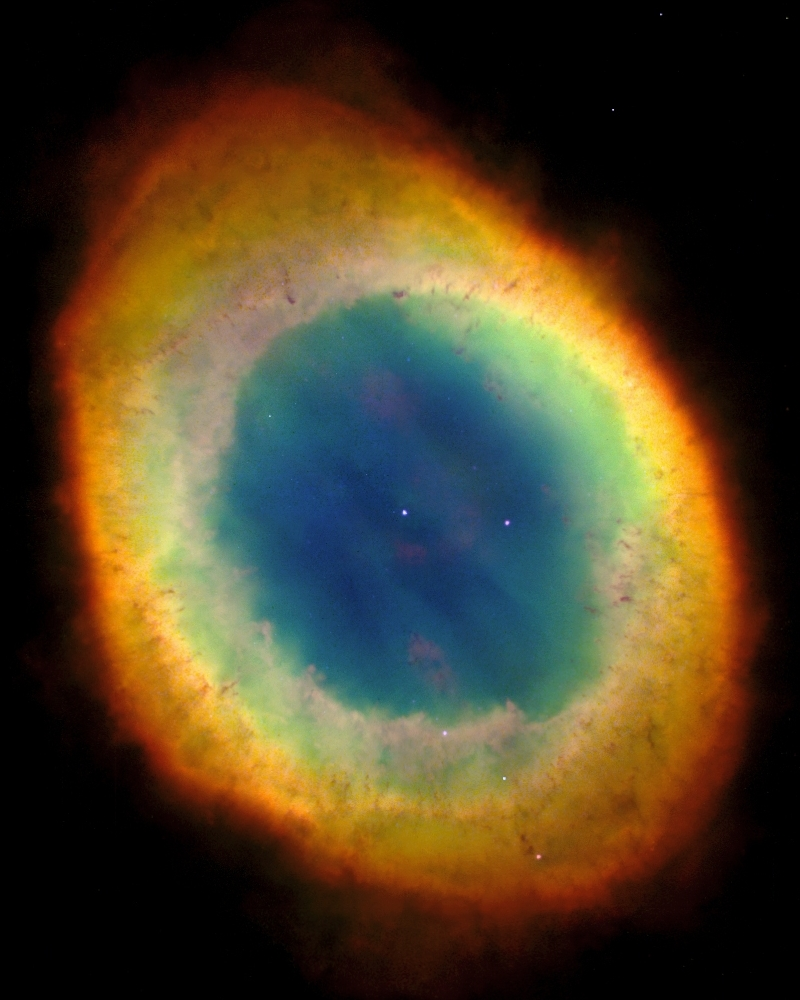
La nébuleuse planétaire de la Lyre.

Lorsque la géante rouge arrive en fin de vie, ayant brûlé ses réserves d'hélium et d'hydrogène son noyau se contracte tandis que les couches périphériques sont expulsées et forment une nébuleuse planétaire (NP). Le modèle de « vent stellaire » est communément adopté pour décrire la formation des nébuleuses planétaires : la géante rouge perd ses couches périphériques sous la forme d'un vent stellaire relativement lent, de l'ordre de 10 km s−1. Puis lorsque le noyau est mis à nu, le vent stellaire s'accélère pour atteindre 1 000 km s−1.
Les couches externes éjectées par l'étoile ne peuvent pas entretenir de réaction nucléaire : elles ne produisent plus de lumière visible. C'est le rayonnement ultraviolet émis par le noyau résiduel qui est responsable de la luminosité de la nébuleuse planétaire par le phénomène de photoionisation (puis recombinaison électronique). Le noyau résiduel, pour sa part, est composé des déchets de fusion et ne peut pas non plus maintenir de réactions nucléaires : son rayonnement est lié à son refroidissement, suivant une loi de corps noir. Ce noyau résiduel est un corps compact qu'on appelle naine blanche.

### Étoiles massives
Les étoiles de plus de 6 masses solaires sortent de la séquence principale en quelques centaines de millions d'années seulement. La fusion de l'hydrogène est accélérée par un phénomène de catalyse, qui n'a lieu que dans les conditions de pression et de température que l'on retrouve dans le cœur des étoiles les plus massives. Il s'agit du cycle catalytique du carbone (ou cycle CNO) :
{\displaystyle ^{12}\mathrm {C} \,+\,\mathrm {H} \ \to \ ^{13}\mathrm {N} \,+\,\gamma \ \to \ ^{13}\mathrm {C} \,+\,\mathrm {e} ^{+}\,+\,\mathrm {\nu } }
{\displaystyle ^{13}\mathrm {C} \,+\,\mathrm {H} \ \to \ ^{14}\mathrm {N} \,+\,\mathrm {\gamma } }
{\displaystyle ^{14}\mathrm {N} \,+\,\mathrm {H} \ \to \ ^{15}\mathrm {O} \,+\,\gamma \ \to \ ^{15}\mathrm {N} +\mathrm {e} ^{+}\,+\,\nu }
{\displaystyle ^{15}\mathrm {N} \,+\,\mathrm {H} \ \to \ ^{16}\mathrm {O} \ \to \ ^{12}\mathrm {C} \,+\,^{4}\mathrm {He} }
L'atome de carbone subit des transmutations successives au cours desquelles il capture plusieurs noyaux d'hydrogène, subit deux désintégrations β+, ce qui donne deux neutrons, puis en fin de cycle, la fusion d'un quatrième noyau d'hydrogène provoque la formation d'un atome d'oxygène instable qui se scinde en carbone et en hélium. Le carbone 12C, que l'on retrouve en fin de cycle, joue donc simplement le rôle de catalyseur.
Ces étoiles sont suffisamment massives pour qu'à de plus hautes températures, de nouvelles réactions de fusion se mettent en place :
{\displaystyle ^{12}\mathrm {C} \,+\,^{4}\mathrm {He} \ \to \ ^{16}\mathrm {O} \,+\,\gamma }
{\displaystyle ^{16}\mathrm {O} \,+\,^{4}\mathrm {He} \ \to \ ^{20}\mathrm {Ne} \,+\,\gamma }
{\displaystyle ^{20}\mathrm {Ne} \,+\,^{4}\mathrm {He} \ \to \ ^{24}\mathrm {Mg} \,+\,\gamma }
{\displaystyle ^{12}\mathrm {C} \,+\,^{12}\mathrm {C} \ \to \ ^{24}\mathrm {Mg} \,+\,\gamma }
{\displaystyle ^{16}\mathrm {O} \,+\,^{16}\mathrm {O} \ \to \ ^{32}\mathrm {S} \ \to \ ^{28}\mathrm {Si} \,+\,^{4}\mathrm {He} \,+\,\gamma }
{\displaystyle ^{28}\mathrm {Si} \,+\,^{28}\mathrm {Si} \ \to \ ^{56}\mathrm {Ni} \ \to \ ^{56}\mathrm {Fe} \,+\,2\,\mathrm {e} ^{+}\,+\,2\,\nu }
Chaque réaction demande des conditions de température et de pression plus importantes que la réaction précédente, l'étoile alterne donc les phases de fusion, d'arrêt des réactions et de contraction du cœur de l'étoile. Il se forme une structure en oignon avec du centre vers l'extérieur des zones de réaction du silicium, de l'oxygène, du carbone, de l'hélium et de l'hydrogène. Lorsque l'étoile en arrive au stade ultime et produit du fer, il n'est plus possible de produire de l'énergie par fusion (le fer est l'élément le plus stable). À ce moment-là les réactions de fusion dans le cœur s'arrêtent définitivement, et l'étoile s'effondre sur elle-même. Il se produit une supernova, qui va conduire à la création d'une étoile à neutrons ou d'un trou noir. Il s'agit d'un évènement très rare et qui libère une quantité d'énergie phénoménale en un temps très bref, de quelques heures à quelques jours au plus. Dans certains cas d'étoiles de très grandes masses, il se produit non pas une supernova, mais un sursaut gamma, évènement connu le plus énergétique dans l'Univers.

### Étoiles binaires
Certaines étoiles binaires sont suffisamment proches pour interagir et s'échanger de la matière, soit sous forme de vent stellaire, soit par débordement du lobe de Roche (l'étoile devient plus grande que son lobe de Roche, et va transvaser son surplus de matière sur l'astre compagnon. Dans certains cas, si cet astre compagnon est une naine blanche, cela va avoir tendance à réactiver les réactions nucléaires à la surface de la naine blanche, voire à créer une supernova de type Ia (explosion de naine blanche). Il est également possible que deux étoiles se percutent. Ceci produit une nouvelle étoile plus massive. Toutefois, la convection interne qui résulte de cet évènement peut nettoyer le cœur de l'étoile de ses déchets, augmentant la durée de vie de l'étoile résultante.

## Tableau récapitulatif
| Masse de l'étoile (en masses solaires, M⊙ (1 M⊙ = 1,989 1 × 1030 kg)) | 30 M⊙       | 10 M⊙                    | 3 M⊙                 | 1 M⊙                 | 0,3 M⊙         |
| --------------------------------------------------------------------- | ----------- | ------------------------ | -------------------- | -------------------- | -------------- |
| Luminosité pendant la séquence principale (Soleil=1)                  | 10 000      | 1 000                    | 100                  | 1                    | 0,004          |
| Vie sur séquence principale (en milliards d'années)                   | 0,06        | 0,10                     | 0,30                 | 10                   | 800            |
| Les réactions nucléaires s'arrêtent aux noyaux de                     | fer         | silicium[réf. souhaitée] | oxygène              | carbone              | hélium         |
| Phénomène terminal                                                    | supernova   | supernova                | nébuleuse planétaire | nébuleuse planétaire | vent stellaire |
| Masse éjectée                                                         | 24 M⊙       | 8,5 M⊙                   | 2,2 M⊙               | 0,5 M⊙               | 0,01 M⊙        |
| Nature du noyau résiduel                                              | trou noir   | étoile à neutrons        | naine blanche        | naine blanche        | naine blanche  |
| Masse du cadavre stellaire                                            | 6 M⊙        | 1,5 M⊙                   | 0,8 M⊙               | 0,5 M⊙               | 0,3 M⊙         |
| Densité (eau=1)                                                       | 3 × 1015    | 5 × 1014                 | 2 × 107              | 107                  | 106            |
| Rayon (en m)                                                          | 6 192,21    | 17861,44                 | 2,67 × 106           | 3,22 × 106           | 5,22 × 106     |
| Gravité (en m s−2)                                                    | 5,19 × 1012 | 2,5 × 1012               | 1,49 × 107           | 8,99 × 106           | 1,46 × 106     |

### Filmographie
- Milieu interstellaire, naissance et mort des étoiles, conférence de Michel Cassé, Université de tous les savoirs, 10 juillet 2000, La Mission 2000 en France, Paris (prod.) ; SFRS, Vanves (distrib.), 2000, 1 h 24 min (DVD)
- Vie et mort d'une étoile, film documentaire réalisé par Douglas J. Cohen, DPM, Paris, 2009, 44 min (DVD)